# Juan María Altuna
Juan María Altuna Muñoa (Fuenterrabía, Guipúzcoa, 8 de agosto de 1963) es un político y deportista español que compitió en remo. Fue campeón mundial de remo en 1983 y participó en los Juegos Olímpicos de Barcelona 1992.

## Biografía
Altuna se inició en el remo con 14 años de edad. El club en el que se desempeñó a lo largo de toda su carrera deportiva fue la Asociación de Remo Fuenterrabía de su localidad natal, con el que compitió en diferentes modalidades de banco móvil y banco fijo tradicional (traineras).
Su mayor éxito deportivo se produjo en el Campeonato Mundial de Remo de 1983, celebrado en Duisburgo (Alemania), donde se proclamó campeón mundial en cuatro sin timonel ligero (LM4-), formando parte del equipo español junto con Alberto Molina, Luis María Moreno y José María de Marco. Volvió a formar parte del equipo español de cuatro sin timonel ligero en los Mundiales de Remo de 1988, 1989 y 1990, aunque en estas ediciones el equipo español se quedó lejos de las medallas. Solo en la edición de 1989 logró meterse en la Final A, donde la selección española fue quinta.
Siendo el cuatro sin timonel ligero una categoría no olímpica, de cara a los Juegos Olímpicos de Barcelona 1992, Altuna fue seleccionado para formar parte del equipo español de ocho con timonel. El equipo español tuvo un mal papel en los Juegos Olímpicos ya que quedó en último lugar de esta categoría (14.º).
Tras la Olimpiada, abandonó la competición internacional y se dedicó a trabajar como técnico de deportes en el ayuntamiento de Fuenterrabía. En 2007 entró en la política municipal tras presentarse como número dos de la candidatura del PNV a la alcaldía de su localidad natal. Desde entonces ejerce responsabilidades en el gobierno municipal de Fuenterrabía como concejal, responsable de diversos departamentos y teniente de alcalde.

## Palmarés internacional
| Campeonato Mundial | Campeonato Mundial | Campeonato Mundial | Campeonato Mundial        |
| Año                | Lugar              | Medalla            | Prueba                    |
| ------------------ | ------------------ | ------------------ | ------------------------- |
| 1983               | Duisburgo (RFA)    | Medalla de oro     | Cuatro sin timonel ligero |